# What Goes Around… Comes Around
«What Goes Around… Comes Around» — песня, исполненная американским поп-певцом Джастином Тимберлейком. Трек был написан в результате сотрудничества Тимбалэнда и Нэйта Хиллса. Они спродюсировали песню для второго студийного альбома Тимберлейка «FutureSex/LoveSounds» (2006). По звучанию песня похожа на Cry Me a River, несмотря на то, что Тимберлейк отказывался говорить, кому посвящена песня, у публики появились свои версии.
Трек был выпущен третьим синглом из альбома в начале 2007 года. Песня стала третьим синглом Тимберлейка подряд, попавшим на вершину чарта Billboard Hot 100.
Видеоклип к песне, к съёмкам в котором привлекались профессиональные актёры, сделан как короткометражный фильм. «What Goes Around…/…Comes Around» стал мультиплатиновым.

## Предпосылка и написание
После выпуска дебютного сольного альбома «Justified» в 2002 году Тимберлейк подумал, что он «потерял свой голос» в том плане, что «не понравилось то, что он сделал». Он почувствовал, что «выгорел» после выпуска «Justified»; это отчасти изменило направление его карьеры, решив работать в фильмах, и взял отпуск от индустрии звукозаписи.
Когда он вдохновился на написание музыки снова, он не захотел присоединиться к его бывшей группе 'N Sync, про которую он обдумывал после его первого альбома. Вместо этого он пошёл к бывшему соавтору «Justified», в студию Тимбалэнда в Вирджинию-Бич, шт. Вирджиния в ноябре 2005 года. Однако, никто из них не имел понятия о том, какой будет альбом; у них не было идей и даже заголовка альбома. Тимберлейк признался: «Я думал, смог бы я сопоставить что-то, что было в первой записи, с тем, что у меня есть.» Он сказал Тимбалэнду, если бы он мог переделать его предыдущий сингл «Cry Me a River» пять или шесть раз.Нэйт «Danja» Хиллс, протеже Тимбалэнда, заявил: «У нас не было вообще никакого руководства, кроме „Cry Me a River“, не в том плане, чтобы передрать песню, но в том смысле, чтобы песня была такой же грандиозной. Не было ясно, как он хотел, чтобы звучала песня, потому что он не знал, как он хочет, чтобы звучал альбом „FutureSex/LoveSounds“.»
В студии Тимберлейк, Danja и Тимбалэнд просто «действовали наугад» и «импровизировали». Когда Danja начал играть гитарный риф, это привлекло внимание Тимберлейка. Он начал напевать мелодию «What goes around comes around», а потом пришли стихи. Тимбалэнд был за клавишами, кроме Danja, который добавлял барабаны в мелодию. Danja прокомментировал, что «всё пришло одновременно.» После придуманной музыки Тимберлейк никогда не писал слова, и через час он был готов записать её. К тому времени, когда Тимберлейк был в комнате записи, основной трек был сделан, потом Тимбалэнд стал продюсером прелюдии песни. Тимберлейк спел песню в пару приемов и закончил построчно, чтобы заполнить промежутки. Во время записи сессий Тимбалэнд и Danja доработали песню, включив басы и струнные инструменты.
После того, как записали песню, Тимбалэнд дразнил Тимберлейка. Тимберлейк ответил: «Давай сделаем что-то, чего раньше не делали. Давай отойдем влево и посмотрим, что произойдет.» Его ответ мотивировал их, и они закончили написание оставшихся десяти песен для альбома.

## Композиция
«What Goes Around…/…Comes Around» — это поп-R&B песня, исполненная в медленном темпе. Она написана в тональности дорийский ля-минор в 4-тактовом размере. С мягким и средним ритмом, темп ведет к 72 ударам в минуту. В песне фигурирует 2-х минутная интерлюдия, названная «Comes Around», спетая продюсером альбома, Тимбалэндом, включённая на седьмой минуте и 28 секунде трека. Голос Тимберлейка колеблется от си-малой октавы (B2) до до-второй октавы (C5). Музыкально песня похожа на тип музыки, написанной Тимберлейком в альбоме «Justified»; однако, это единственная связь «FutureSex/LoveSounds» с «Justified».
В начале песни есть пятисекундная линия гармонии двух бузуки (одна из которых панорамирует крайне влево и крайне вправо в октавах), греческих народных инструментов. Ритм потом меняется на более оживленную версию той же мелодии с большим количеством басов. Тимбалэнд использовал уд, чтобы сделать проще гитарный риф. Струнные серии придерживаются тональности Am-C-G-D. Вслед за иструменталом, Тимберлейк начинает куплет в тринадцатом баре. В первоначальном треке есть переход, включающий пред-куплеты, куплеты и припевы. После того, как прослушали вокал Тимберлейка, они решили убрать переход и придерживаться простого движения, потому что они почувствовали, что его «слишком много» и паузе в конце песни. Тимбалэнд представил бэк-вокал в песне.
«What Goes Around…/…Comes Around» — это песня о предательстве и прощении. Тимберлейк признался, что песня была написана об опыте, который пережил его друг. Однако общественность выдвинула другую интерпретацию слов и сделала предположение, что "«What Goes Around…/…Comes Around» продолжение песни «Cry Me a River» в содержании. Билл Ламб написал, что у песни есть «предостерегающий рассказ в лирике». Согласно ему, после прослушивания лирики многие фанаты и критики настаивали, что песня имеет сходства с «Cry Me a River», которая якобы о его отношениях с его бывшей подружкой поп-певицей Бритни Спирс. Спенс Д. из IGN прокомментировал, что песня показывает «немного интригующую обстановку».

## Релиз и отзывы
«What Goes Around…/…Comes Around» был выпущен третьим синглом на альбоме «FutureSex/LoveSounds», после «SexyBack» и «My Love», в разных датах и форматах. Сингл был выпущен в Великобритании 26 февраля 2007 года. 5 марта 2007 года сингл был выпущен в США. В Австралии макси сингл был выпущен 17 марта вместе с радио-обработками и двумя ремиксами трека и полной главной версией «Boutique In Heaven», другой песней из альбома. Сингл был следующим после выпущенного «LoveStoned», четвёртый с альбома.
Песня получила в целом положительные отзывы от критиков. Rolling Stone назвал сингл «грандиозная баллада с фальцетом Тимберлейка, с куплетами и припевами, которые взгромождаются друг на друга с ошеломительным эффектом». Обозреватель Билл Ламб из About.com заявил, что песня «одна из самых великолепных поп мелодий года». Он хвалит аранжировку струнными инструментами песни. Крис Виллман из Entertainment Weekly назвал её «превосходной», как и «LoveStoned». Зак Барон из Pitchfork Media упомянул её как «похожую на реальность чепуху типа „не могу отпустить“, которая спасёт вас от постоянных страданий в плохую ночь»."
«What Goes Around…/…Comes Around» попала на 24 номер списка Rolling Stone в 100 лучших песен 2007 года. Песня была номинирована дважды на 50 Ежегодном Награждении Грэмми, победив в категории «Лучшее мужское вокальное поп-исполнение», но уступив Эми Уайнхаус с её песней «Rehab» в категории «Запись года».

## Появление в чартах
«What Goes Around…/…Comes Around» была коммерчески успешна в США. Сингл дебютировал на 64 строчке 23 декабря 2006 в чарте Billboard Hot 100, прежде состоявшегося выпуска. С 8 номера 24 февраля 2007 года он продвинулся вперед к 1 строчке на следующей неделе. «What Goes Around…/…Comes Around» стал третьим подряд идущим хитом в Billboard Hot 100 с его альбома «Futuresex/Lovesounds», сделавшись первым артистом со времен Usher в 2004 году, имеющим три или более подряд идущих хитов с одного альбома. Сингл держался в чарте Hot 100 25 недель. «What Goes Around…/…Comes Around» был сертифицирован Платиновым по данным Recording Industry Association of America 7 июня 2007 года.
На международном уровне сингл не смог соответствовать уровню отечественного появления в чартах. В Великобритании сингл дебютировал на 59 позиции в UK Singles Chart 29 января 2007 года. Продажи цифровых загрузок помогли продвинуться вперед синглу до 11 номера 26 февраля 2007 года. «What Goes Around…/…Comes Around» достиг пика на 4 строчке 12 марта, став его шестым хитом в топ-5 в Великобритании. Он оставался в чарте 22 недели. Сингл вошёл в топ-5 в Австралии, Бельгии, Дании, Финляндии, Франции, Германии, Ирландии, Норвегии, Румынии, Швеции и Швейцарии. В Австралии сингл дебютировал и достиг пика на 3 строчке в чарте ARIA 26 марта 2007 года, заработав сертификацию «Самый Высший Дебют». Он провел 22 недели в чарте. «What Goes Around…/…Comes Around» был зарегистрирован дважды Платиновым по данным Australian Recording Industry Association из-за продаж более 30,000 единиц. Сингл достиг пика на 3 строчке в Новой Зеландии 9 апреля 2007 года, и продержался 16 недель в чарте. «What Goes Around…/…Comes Around» был зарегистрирован Золотым по данным Recording Industry Association of New Zealand.

## Клип
Клип к песне «What Goes Around…/…Comes Around» был снят как короткометражный фильм. Режиссёром видео стал Сэмюэль Бэйер, у которого были первые режиссёрские работы с синглом Nirvana «Smells Like Teen Spirit». В видео участвуют диалоги, написанные сценаристом и режиссёром фильма «Альфа Дог», Ником Кассаветесом, который прежде работал с Тимберлейком в фильме. Тимберлейк и Бэйер пригласили актрису Скарлетт Йоханссон, решив использовать «реальных» актёров. Съемки шли 3 дня между Рождеством и Новым годом в Лос-Анджелесе. Сцена рассвета была снята 8 января, после того, как были отсняты основные сцены.
Видео начинается с того, что Тимберлейк флиртует со Скарлетт Йоханссон на крыше клуба Moulin Rouge 1950 года, стилизованного под цирк. Она отвергает поддразнивания вначале, но в конечном итоге уезжает к нему домой. Между кадрами показаны сцены, где они в постели ласкают друг друга. Йоханссон прыгает в бассейн, находящийся снаружи дома, ныряет вниз и делает вид, что утонула. Тимберлейк увидев это, вытаскивает её на поверхность; а она начинает смеяться и целовать его. Далее Тимберлейк знакомит её в клубе с пьяным Шоном Хэтоси и называет её «Единственной». Хэтоси с похотью смотрит на Йоханссон, несмотря на то, что Тимберлейк попросил его «присмотреть за ней». В то время как Тимберлейк спускается, он замечает, как они целуются на лестничном пролёте. Избив кулаками Хэтоси, он начинает преследовать Йоханссон, которая успела убежать на своем Шевроле Корвет С2 Sting Ray 1967 года выпуска; Тимберлейк поехал за ней на своем Porsche Carrera GT. Йоханссон врезается на полном ходу в горящие машины, попавшие в автокатастрофу, вследствие чего вылетает из машины и приземляется через несколько футов. Заметив тело (предположительно мёртвое) лежащее бездвижно на земле, он выходит и наклоняется на коленях над ней. В это время камера поднимается к небу и на этом заканчивается клип.
Премьера клипа эксклюзивно состоялась 9 февраля 2007 года на iTunes. Клип дебютировал в MTV's Total Request Live 9 номером 13 февраля 2007 года. «What Goes Around…» ушёл 7 мая на 7 строчку. В Канаде клип дебютировал в Muchmusic's Top 30 22 номером 26 января 2007 года. Он достиг пика на 1 строчке 27 апреля и оставался в чарте 7 недель подряд. Видео было коммерчески успешно, став самым быстропродаваемым поп промо на iTunes. Он также был распродан 50 000 копиями в закачках за 4 дня. Тимберлейк был первым главным артистом, который выпустил видео на основе загрузок.
В сентябре 2007, «What Goes Around…/…Comes Around» выиграл в MTV Video Music Award в номинации «Лучшая режиссура». Он также был номинирован в «Видео года», но уступил в видео «Umbrella» поп-певицы Рианне в 2007 году.

## Чарты
| Чарт (2007)                  | Высшая позиция |
| ---------------------------- | -------------- |
| Australian Singles Chart     | 3              |
| Austrian Singles Chart       | 5              |
| Belgian Singles Chart        | 8              |
| Brazilian Hot 100 Singles    | 6              |
| Bulgarian Singles Chart      | 3              |
| Canadian Hot 100             | 47             |
| Danish Singles Chart         | 15             |
| Dutch Singles Chart          | 6              |
| European Singles Chart       | 1              |
| Finnish Singles Chart        | 3              |
| French Singles Chart         | 5              |
| German Singles Chart         | 5              |
| Irish Singles Chart          | 6              |
| Italian Singles Chart        | 11             |
| New Zealand Singles Chart    | 3              |
| Norwegian Singles Chart      | 7              |
| Portuguese Singles Chart     | 2              |
| Russian Singles Chart Tophit | 4              |
| Swedish Singles Chart        | 5              |
| Swiss Singles Chart          | 5              |
| UK Singles Chart             | 4              |
| Billboard Hot 100            | 1              |
| Billboard Hot Digital Songs  | 1              |
| Billboard Pop 100            | 1              |
| Мировой чарт                 | 2              |

Позиции в конце года
| Чарт (2007)          | Позиция |
| -------------------- | ------- |
| Россия (Love Radio)  | 12      |
| Россия (Европа Плюс) | 2       |